# Al-Ahli Taizz SC
El Al-Ahli Taizz S.C. es un equipo de fútbol de Yemen que juega en la Primera División de Yemen, la segunda liga de fútbol más importante del país.
Fue fundado en el año 1950 en la ciudad de Ta'izz y su nombre en el idioma árabe significa Nacional. Nunca ha sido campeón de liga y ha ganado el título de copa en 1 ocasión. cuenta con una rivalidad local con el Al-Saqr Taizz SC, quien ha conseguido más logros.
A nivel internacional jugará por primera vez en el 2013, en la Copa AFC.

## Palmarés
- Yemeni Presidents Cup: 1

2012
- Super Cup: 0
  - Finalista: 1

2013

## Participación en competiciones de la AFC
- Copa AFC: 1 aparición

2013 -